# Copa da França de Voleibol Masculino de 2023–24
A Copa da França de Voleibol Masculino de 2023–24 foi a 40.ª edição desta competição organizada anualmente pela Federação Francesa de Voleibol (FFVB). O torneio ocorreu de 21 de novembro de 2023 a 31 de março de 2024 e contou com a presença de 27 clubes franceses.
Disputando uma final pela segunda vez em sua história, o Nantes Rezé MV conquistou o inédito título da competição ao vencer o Montpellier HSC pelo placar de 3 sets a 0. O oposto brasileiro Chizoba Neves foi eleito o melhor jogador do torneio.

## Equipes participantes
As seguintes equipes se qualificaram para a Copa da França de 2023–24:
- todas as 14 equipes da Marmara SpikeLigue de 2023–24;
- todas as 11 equipes da Ligue B de 2023–24 (exceto a equipe federal da France Avenir 2024);
- as 2 equipes de Elite finalistas da Taça Federal da França da temporada 2022–23.[1]

## Regulamento
A Copa da França de 2023–24 consistiu em três rodadas preliminares, oitavas de final, quartas de final, semifinais e final. Em todas as rodadas, a competição foi realizada no sistema eliminatório. Os encontros foram constituídos pela ordem do sorteio, a equipe da menor divisão foi definida como anfitriã da partida. Se dois clubes fossem da mesma divisão, o 1º clube sorteado foi designado como clube "organizador".
| Rodada           | Equipes |
| ---------------- | --- |
| 1ª rodada        | 2 equipes de Elite + 8 equipes da Ligue B com classificação inferior no final da temporada 2022–23           |
| 2ª rodada        | 5 classificados da rodada anterior + 3 equipes da Ligue B melhor classificadas no final da temporada 2022–23 |
| 3ª rodada        | 4 classificados da rodada anterior                                                                           |
| Oitavas de final | 2 classificados da rodada anteior + 14 equipes da Marmara SpikeLigue de 2023–24                              |
| Quartas de final | 8 classificados da rodada anterior                                                                           |
| Semifinais       | 4 classificados da rodada anterior                                                                           |
| Final            | 2 classificados da rodada anterior                                                                           |

## Rodadas preliminares
- Todas as partidas seguem o horário local.

### 1ª rodada
| Data   | Hora  |                          | Placar |                         | Set 1 | Set 2 | Set 3 | Set 4 | Set 5 | Total   | Relatório |
| ------ | ----- | ------------------------ | ------ | ----------------------- | ----- | ----- | ----- | ----- | ----- | ------- | --------- |
| 21 nov | 20:00 | Conflans-Andresy-Jouy VB | 3–0    | GFC Ajaccio Volley-Ball | 26–24 | 25–19 | 25–23 |       |       | 76–66   | Relatório |
| 21 nov | 20:00 | AL Caudry Volley-Ball    | 3–2    | Rennes Volley 35        | 27–25 | 16–25 | 25–16 | 18–25 | 15–9  | 101–100 | Relatório |
| 21 nov | 20:00 | Fréjus Var Volley        | 3–2    | Grand Nancy Volley-Ball | 25–14 | 19–25 | 25–18 | 21–25 | 15–9  | 105–91  | Relatório |
| 21 nov | 20:00 | MARTIGUES Volley-Ball    | 1–3    | AS Cannes Volley-Ball   | 25–20 | 19–25 | 18–25 | 20–25 |       | 82–95   | Relatório |
| 21 nov | 20:00 | Reims Volley 51          | 3–1    | Royan Atlantique Volley | 27–25 | 17–25 | 25–17 | 25–18 |       | 94–85   | Relatório |

### 2ª rodada
| Data   | Hora  |                          | Placar |                       | Set 1 | Set 2 | Set 3 | Set 4 | Set 5 | Total   | Relatório |
| ------ | ----- | ------------------------ | ------ | --------------------- | ----- | ----- | ----- | ----- | ----- | ------- | --------- |
| 12 dez | 20:00 | AL Caudry Volley-Ball    | 3–1    | Fréjus Var Volley     | 25–20 | 18–25 | 25–20 | 25–17 |       | 93–82   | Relatório |
| 12 dez | 20:00 | Conflans-Andresy-Jouy VB | 3–0    | AS Cannes Volley-Ball | 25–17 | 25–21 | 25–23 |       |       | 75–61   | Relatório |
| 12 dez | 20:00 | Saint-Quentin Volley     | 3–2    | Mende Volley Lozère   | 21–25 | 25–17 | 24–26 | 25–21 | 15–12 | 110–101 | Relatório |
| 12 dez | 20:00 | Cambrai Volley           | 3–0    | Reims Volley 51       | 25–19 | 25–16 | 25–15 |       |       | 75–50   | Relatório |

### 3ª rodada
| Data  | Hora  |                          | Placar |                      | Set 1 | Set 2 | Set 3 | Set 4 | Set 5 | Total | Relatório |
| ----- | ----- | ------------------------ | ------ | -------------------- | ----- | ----- | ----- | ----- | ----- | ----- | --------- |
| 9 jan | 20:00 | AL Caudry Volley-Ball    | 0–3    | Cambrai Volley       | 18–25 | 19–25 | 12–25 |       |       | 49–75 | Relatório |
| 9 jan | 20:00 | Conflans-Andresy-Jouy VB | 0–3    | Saint-Quentin Volley | 16–25 | 12–25 | 20–25 |       |       | 48–75 | Relatório |

## Fase final
|  | Oitavas de final                   | Oitavas de final                   |                            |   | Quartas de final | Quartas de final |  |  | Semifinais | Semifinais |  |  | Final | Final |
|  |                                    |                                    |                            |   |                  |                  |  |  |            |            |  |  |       |       |
|  | 23 de janeiro – Poitiers           |                                    |                            |   |                  |                  |  |  |            |            |  |  |       |       |
|  |                                    |                                    |                            |   |                  |                  |  |  |            |            |  |  |       |       |
|  | Alterna Stade Poitevin             | 3                                  |                            |   |                  |                  |  |  |            |            |  |  |       |       |
|  | Alterna Stade Poitevin             | 3                                  | 13 de fevereiro – Poitiers |   |                  |                  |  |  |            |            |  |  |       |       |
|  | Paris Volley                       | 2                                  |                            |   |                  |                  |  |  |            |            |  |  |       |       |
|  | Paris Volley                       | 2                                  | Alterna Stade Poitevin     | 3 |                  |                  |  |  |            |            |  |  |       |       |
|  | 23 de janeiro – Narbona            |                                    | Alterna Stade Poitevin     | 3 |                  |                  |  |  |            |            |  |  |       |       |
|  |                                    | Tourcoing LM                       | 1                          |   |                  |                  |  |  |            |            |  |  |       |       |
|  | Narbonne Volley                    | Tourcoing LM                       | 1                          | 1 |                  |                  |  |  |            |            |  |  |       |       |
|  | Narbonne Volley                    |                                    | 5 de março – Poitiers      | 1 |                  |                  |  |  |            |            |  |  |       |       |
|  | Tourcoing LM                       | 3                                  |                            |   |                  |                  |  |  |            |            |  |  |       |       |
|  | Tourcoing LM                       | 3                                  | Alterna Stade Poitevin     | 1 |                  |                  |  |  |            |            |  |  |       |       |
|  | 23 de janeiro – Castelnau-le-Lez   |                                    | Alterna Stade Poitevin     | 1 |                  |                  |  |  |            |            |  |  |       |       |
|  |                                    | Montpellier HSC                    | 3                          |   |                  |                  |  |  |            |            |  |  |       |       |
|  | Montpellier HSC                    | Montpellier HSC                    | 3                          | 3 |                  |                  |  |  |            |            |  |  |       |       |
|  | Montpellier HSC                    | 13 de fevereiro – Castelnau-le-Lez |                            | 3 |                  |                  |  |  |            |            |  |  |       |       |
|  | Nice Volley-Ball                   | 0                                  |                            |   |                  |                  |  |  |            |            |  |  |       |       |
|  | Nice Volley-Ball                   | 0                                  | Montpellier HSC            | 3 |                  |                  |  |  |            |            |  |  |       |       |
|  | 23 de janeiro – Saint-Nazaire      |                                    | Montpellier HSC            | 3 |                  |                  |  |  |            |            |  |  |       |       |
|  |                                    | Spacer's Toulouse Volley           | 0                          |   |                  |                  |  |  |            |            |  |  |       |       |
|  | Saint-Nazaire VBA                  | Spacer's Toulouse Volley           | 0                          | 2 |                  |                  |  |  |            |            |  |  |       |       |
|  | Saint-Nazaire VBA                  |                                    | 31 de março – Paris        | 2 |                  |                  |  |  |            |            |  |  |       |       |
|  | Spacer's Toulouse Volley           | 3                                  |                            |   |                  |                  |  |  |            |            |  |  |       |       |
|  | Spacer's Toulouse Volley           | 3                                  | Montpellier HSC            | 0 |                  |                  |  |  |            |            |  |  |       |       |
|  | 23 de janeiro – Cambrai            |                                    | Montpellier HSC            | 0 |                  |                  |  |  |            |            |  |  |       |       |
|  |                                    | Nantes Rezé MV                     | 3                          |   |                  |                  |  |  |            |            |  |  |       |       |
|  | Cambrai Volley                     | Nantes Rezé MV                     | 3                          | 3 |                  |                  |  |  |            |            |  |  |       |       |
|  | Cambrai Volley                     | 13 de fevereiro – Cambrai          |                            | 3 |                  |                  |  |  |            |            |  |  |       |       |
|  | Arago de Sète                      | 1                                  |                            |   |                  |                  |  |  |            |            |  |  |       |       |
|  | Arago de Sète                      | 1                                  | Cambrai Volley             | 0 |                  |                  |  |  |            |            |  |  |       |       |
|  | 23 de janeiro – Rezé               |                                    | Cambrai Volley             | 0 |                  |                  |  |  |            |            |  |  |       |       |
|  |                                    | Nantes Rezé MV                     | 3                          |   |                  |                  |  |  |            |            |  |  |       |       |
|  | Nantes Rezé MV                     | Nantes Rezé MV                     | 3                          | 3 |                  |                  |  |  |            |            |  |  |       |       |
|  | Nantes Rezé MV                     |                                    | 5 de março – Rezé          | 3 |                  |                  |  |  |            |            |  |  |       |       |
|  | Plessis Robinson Volley Ball       | 1                                  |                            |   |                  |                  |  |  |            |            |  |  |       |       |
|  | Plessis Robinson Volley Ball       | 1                                  | Nantes Rezé MV             | 3 |                  |                  |  |  |            |            |  |  |       |       |
|  | 23 de janeiro – Saint-Quentin      |                                    | Nantes Rezé MV             | 3 |                  |                  |  |  |            |            |  |  |       |       |
|  |                                    | Tours Volley-Ball                  | 0                          |   |                  |                  |  |  |            |            |  |  |       |       |
|  | Saint-Quentin Volley               | Tours Volley-Ball                  | 0                          | 1 |                  |                  |  |  |            |            |  |  |       |       |
|  | Saint-Quentin Volley               | 14 de fevereiro – Tours            |                            | 1 |                  |                  |  |  |            |            |  |  |       |       |
|  | Tours Volley-Ball                  | 3                                  |                            |   |                  |                  |  |  |            |            |  |  |       |       |
|  | Tours Volley-Ball                  | 3                                  | Tours Volley-Ball          | 3 |                  |                  |  |  |            |            |  |  |       |       |
|  | 23 de janeiro – Saint-Jean-d'Illac |                                    | Tours Volley-Ball          | 3 |                  |                  |  |  |            |            |  |  |       |       |
|  |                                    | Paris Volley                       | 0                          |   |                  |                  |  |  |            |            |  |  |       |       |
|  | AS Illac Volley                    | Paris Volley                       | 0                          | 0 |                  |                  |  |  |            |            |  |  |       |       |
|  | AS Illac Volley                    |                                    |                            | 0 |                  |                  |  |  |            |            |  |  |       |       |
|  | Paris Volley                       | 3                                  |                            |   |                  |                  |  |  |            |            |  |  |       |       |
|  | Paris Volley                       | 3                                  |                            |   |                  |                  |  |  |            |            |  |  |       |       |

- Todas as partidas seguem o horário local.

### Oitavas de final
| Data   | Hora  |                        | Placar |                              | Set 1 | Set 2 | Set 3 | Set 4 | Set 5 | Total   | Relatório |
| ------ | ----- | ---------------------- | ------ | ---------------------------- | ----- | ----- | ----- | ----- | ----- | ------- | --------- |
| 23 jan | 20:00 | Narbonne Volley        | 1–3    | Tourcoing LM                 | 20–25 | 25–19 | 22–25 | 23–25 |       | 90–94   | Relatório |
| 23 jan | 20:00 | Saint-Nazaire VBA      | 2–3    | Spacer's Toulouse Volley     | 25–22 | 25–22 | 22–25 | 19–25 | 12–15 | 103–109 | Relatório |
| 23 jan | 20:00 | AS Illac Volley        | 0–3    | Paris Volley                 | 20–25 | 17–25 | 22–25 |       |       | 59–75   | Relatório |
| 23 jan | 20:00 | Alterna Stade Poitevin | 3–2    | Chaumont Volley-Ball 52      | 22–25 | 25–20 | 25–21 | 25–27 | 15–9  | 112–102 | Relatório |
| 23 jan | 20:00 | Nantes Rezé MV         | 3–1    | Plessis Robinson Volley Ball | 25–21 | 23–25 | 25–21 | 25–21 |       | 98–88   | Relatório |
| 23 jan | 20:00 | Montpellier HSC        | 3–0    | Nice Volley-Ball             | 25–15 | 25–22 | 25–15 |       |       | 75–52   | Relatório |
| 23 jan | 20:00 | Saint-Quentin Volley   | 1–3    | Tours Volley-Ball            | 27–25 | 21–25 | 21–25 | 22–25 |       | 91–100  | Relatório |
| 23 jan | 20:00 | Cambrai Volley         | 3–1    | Arago de Sète                | 25–21 | 25–16 | 24–26 | 25–20 |       | 99–83   | Relatório |

### Quartas de final
| Data   | Hora  |                        | Placar |                          | Set 1 | Set 2 | Set 3 | Set 4 | Set 5 | Total | Relatório |
| ------ | ----- | ---------------------- | ------ | ------------------------ | ----- | ----- | ----- | ----- | ----- | ----- | --------- |
| 13 fev | 20:00 | Cambrai Volley         | 0–3    | Nantes Rezé MV           | 17–25 | 23–25 | 21–25 |       |       | 61–75 | Relatório |
| 13 fev | 20:00 | Alterna Stade Poitevin | 3–1    | Tourcoing LM             | 23–25 | 25–23 | 25–22 | 25–21 |       | 98–91 | Relatório |
| 13 fev | 20:00 | Montpellier HSC        | 3–0    | Spacer's Toulouse Volley | 25–18 | 25–22 | 25–21 |       |       | 75–61 | Relatório |
| 14 fev | 20:00 | Tours Volley-Ball      | 3–0    | Paris Volley             | 25–18 | 26–24 | 25–21 |       |       | 76–63 | Relatório |

### Semifinais
| Data  | Hora  |                        | Placar |                   | Set 1 | Set 2 | Set 3 | Set 4 | Set 5 | Total | Relatório |
| ----- | ----- | ---------------------- | ------ | ----------------- | ----- | ----- | ----- | ----- | ----- | ----- | --------- |
| 5 mar | 20:00 | Alterna Stade Poitevin | 1–3    | Montpellier HSC   | 19–25 | 25–19 | 21–25 | 21–25 |       | 86–94 | Relatório |
| 5 mar | 20:00 | Nantes Rezé MV         | 3–0    | Tours Volley-Ball | 25–23 | 25–15 | 25–19 |       |       | 75–57 | Relatório |

### Final
- Local: Halle Georges-Carpentier, Paris

| Data   | Hora  |                 | Placar |                | Set 1 | Set 2 | Set 3 | Set 4 | Set 5 | Total | Relatório    |
| ------ | ----- | --------------- | ------ | -------------- | ----- | ----- | ----- | ----- | ----- | ----- | ------------ |
| 31 mar | 15:30 | Montpellier HSC | 0–3    | Nantes Rezé MV | 16–25 | 22–25 | 24–26 |       |       | 62–76 | [ Relatório] |

## Classificação final
| Posição        | Equipe                 |
| -------------- | ---------------------- |
| Campeão        | Nantes Rezé MV         |
| Vice-campeão   | Montpellier HSC        |
| Semifinalistas | Alterna Stade Poitevin |
| Semifinalistas | Tours Volley-Ball      |

| Copa da França de 2023–24           |
| ----------------------------------- |
| Campeão Nantes Rezé MV (1.º título) |

| Elenco |
| --- |
| Hugo de Leon, Anatole Chaboissant, Mathis Henno, Simon Magnin, François Huetz, Maxence Atia, Noah Thimalon, Mamadou Bayo, Tanguy Lemeur, Romain Bonon, Pétrus Montes, Chizoba Neves, Tomás López, Franco Massimino |
| Técnico |
| Hubert Henno |